# Množična grobišča v Izjumu
Po osvoboditvi Harkovske oblasti septembra 2022 je bilo v gozdovih v okolici mesta Izjum 15. septembra 2022 odkritih več množičnih grobišč v katerih je bilo 447 trupel. V množičnih grobovih so bila trupla ljudi, ki so jih ubile ruske sile. Ukrajinska vlada meni, da je bilo med zavzetjem Izjuma in rusko okupacijo ubitih najmanj 1000 ljudi.
Po podatkih ukrajinskih preiskovalcev je bilo v enem izmed grobišč odkritih 447 trupel, od tega 414 civilistov - 215 moških, 194 žensk in 5 otrok. Večina trupel je kazala znake nasilne smrti in 30 znake mučenja ter usmrtitev po hitrem postopku (zvezane roke, vrv okoli vratu, zlomljeni udi, odrezane genitalije). Možen vzrok ostalih žrtev je obstreljevanje mesta in odsotnost zdravniške pomoči. Ena izmed žrtev odkritih v grobišču je bil ukrajinski pisatelj in wikipedist Volodimir Vakulenko.
26. septembra 2022 je ukrajinski predsednik Volodimir Zelenski povedal, da sta bili odkriti še dve množični grobišči z več kot 100 žrtvami.

## Ozadje
Izjum je bil okupiran 1. aprila 2022 po bitki za Izjum in je predstavljal pomembno prometno vozlišče, ki bi omogočilo povezavo ruskih enot v Harkovski oblasti z enotami v Donbasu.
Konec avgusta 2022 je ukrajinska vojska sprožila ofenzivo v regiji Herson in v začetku septembra nepričakovano ofenzivo v regiji Harkov. Slednja je prodrla globoko v okupirano ozemlje ter ga osvobodila. Izjum je bil osvobojen 10. septembra.

## Dogodki
15. septembra 2022 je bilo v gozdu blizu Izjuma odkrito veliko število večinoma neoznačenih grobov. Grobovi so imeli preproste lesene križe, večina je bila označena le s številkami. Na enem izmed grobov je pisalo, da v njem leži najmanj 17 ukrajinskih vojakov. Do 16. septembra so preiskovalci našteli več kot 445 grobov civilistov in vojakov. Pri določitvi lokacij grobov je pomagala Tamara Volodimirovna, vodja lokalne pogrebne službe, kateri so okupacijske sile naložile označitev grobov le s številkami in naj v ločenem zapisniku številke zapiše z imeni žrtev.
Manjši del žrtev je povzročilo obstreljevanje z artilerijo ter odsotnost zdravstvene oskrbe. Po navedbah oblasti so imela nekatera trupla roke zvezane na hrbtu in vidne znake mučenja. Oleg Sinjegubov, guverner Harkovske oblasti, je 18. septembra dejal: »Med trupli, ki so bila danes izkopana, je 99 odstotkov kazalo znake nasilne smrti. Več trupel ima roke zvezane za hrbtom, ena oseba je bila pokopana z vrvjo okoli vratu. Očitno so bili ti ljudje mučeni in usmrčeni. Med pokopanimi so tudi otroci.« 
Prebivalci Izjuma, ki so preživeli okupacijo, so poročali, da so Rusi ciljali določene posameznike in da so že vnaprej imeli sezname domačinov, ki so bili v vojski, njihove družine in ljudi, ki so bili veterani vojne v Donbasu. Prav tako so povedali, da so med izbiranjem žrtev terorizirali prebivalce z javnim preiskavami telesa s slačenjem. Tamara Volodimirovna je povedala, da so ji pustili pokopati člane teritorialne obrambe ter nekatere vojake, večine vojakov pa ne in ne ve kje so trupla.

## Preiskava
Združeni narodi so se odzvali z navedbo, da nameravajo v Izjum poslati opazovalce.
Po podatkih ukrajinskih preiskovalcev je bilo odkritih 447 trupel: 414 trupel civilistov (215 moških, 194 žensk, 5 otrok), 22 vojakov in 11 trupel, katerih spol do 23. septembra še ni bil ugotovljen. Večina mrtvih je kazala znake nasilne smrti, 30 pa sledi mučenja in usmrtitev po hitrem postopku, vključno z vrvmi okoli vratu, zvezanimi rokami, zlomljenimi okončinami in odrezanimi genitalijami.

## Odzivi

### Ukrajina
Ukrajinski predsednik Volodimir Zelenski je odkritje grobišč primerjal s pokolom v Buči, kjer so Rusi med okupacijo mesta Buča ubili več sto ljudi. En izmed posameznikov, ki je izkopaval grobišča je novinarjem rekel, da bo verjetno potreboval pomoč pri duševnem zdravju, saj bo to delo za vedno ostalo z njim.

### Rusija
Rusija se je na razkritje grobišč odzvala z množično dezinformacijsko kampanjo na socialnih omrežjih, katere cilj je bilo razkritja diskreditirati kot »zahodne izmišljotine« ter s trditvami, da »so vsi ubiti civilisti v resnici bili ukrajinski vojaki«. Tiskovni predstavnik Kremlja, Dmitrij Peskov, je trdil, da sta tako poboj v Izjumu kot v Buči »laži«.

### Drugje
John Kirby iz Sveta za nacionalno varnost iz Bele hiše je dejal, da se razkritja »ujemajo s nizkotnostjo in brutalnostjo ruske vojske v vojni proti Ukrajini in ukrajinskemu narodu«. Francoski predsednik Emmanuel Macron je obsodil grozodejstva v Izjumu, ki so se zgodila pod rusko okupacijo. Zunanje ministrstvo Španije je v uradni izjavi »obsodilo pokol« in pozvalo k spoštovanju mednarodnega humanitarnega prava ter pozvalo k preiskavi zločinov.
Kardinal Konrad Krajewski je odpotoval iz Zaporožja, kjer je dostavljal humanitarno pomoč, da bi se skupaj s škofom Pavlom Hončarukom iz harkovsko-zaporoške škofije molil za pokojne in delavce.